# Йоанис Хадзидиму
Йоанис Хадзидиму (на гръцки: Ιωάννης Χατζηδήμου) е гръцки юрист и политик от XX век.

## Биография
Роден е в източномакедонския град Сяр. Завършва право и работи като адвокат в Сяр. Избран е за демарх (кмет) на града в 1952 година. Избиран е за депутат от Сяр в 1956, 1958 и 1963 година. Името му носи улица в Сяр.